# Vítor Meira
Vítor Meira (né le 27 mars 1977 à Brasilia) est un pilote automobile brésilien qui dispute le championnat IndyCar Series depuis 2002.

## Biographie
En 2002, Vítor Meira participe pour la première fois à l'Indy Racing League après avoir intégré l'équipe Team Menard (en) avec laquelle il courra également toute la saison 2003. Il change d'écurie en 2004 et rejoint le Rahal Letterman Racing pour une durée de deux ans et remporte la même année l' « IRL Rising Star ». Il réalise ce qui est probablement l'une de ses plus belles courses en 2005 en finissant second aux 500 miles d'Indianapolis derrière Dan Wheldon.
Il court la saison Indy Racing League 2006 avec l'équipe Panther Racing, propriété d'hommes d'affaires d'Indianapolis comme l'ancien quaterback Jim Harbaugh de la NFL. Cette année-là, il termina 5e au championnat réalisant ainsi sa meilleure saison. Si Meira n'a pratiquement jamais gagné de courses, il n'en reste pas moins un excellent pilote qui a jusqu'ici obtenu sept secondes places dans sa carrière.

### Résultats en IndyCar
| Année | Équipe                 | Victoires | Points | Classement |
| ----- | ---------------------- | --------- | ------ | ---------- |
| 2002  | Team Menard (en)       | 0         | 96     | 25e        |
| 2003  | Team Menard (en)       | 0         | 170    | 22e        |
| 2004  | Rahal Letterman Racing | 0         | 376    | 8e         |
| 2005  | Rahal Letterman Racing | 0         | 422    | 7e         |
| 2006  | Panther Racing         | 0         | 407    | 5e         |

## Résultats aux500 milesd'Indianapolis
| Année | Châssis | Moteur    | Départ | Arrivée | Équipe          |
| ----- | ------- | --------- | ------ | ------- | --------------- |
| 2003  | Dallara | Chevrolet | 26     | 12      | Menard (en)     |
| 2004  | G-Force | Honda     | 7      | 6       | Rahal Letterman |
| 2005  | Panoz   | Honda     | 7      | 2       | Rahal Letterman |
| 2006  | Dallara | Honda     | 6      | 10      | Panther         |
| 2007  | Dallara | Honda     | 19     | 10      | Panther         |
| 2008  | Dallara | Honda     | 8      | 2       | Panther         |
| 2009  | Dallara | Honda     | 14     | 21      | Foyt            |
| 2010  | Dallara | Honda     | 30     | 27      | Foyt            |
| 2011  | Dallara | Honda     | 11     | 15      | Foyt            |

## Sources
- (en) Cet article est partiellement ou en totalité issu de l’article de Wikipédia en anglais intitulé « Vitor_Meira » (voir la liste des auteurs).